# Armonie di gioventù
Armonie di gioventù è un film del 1939 diretto da Archie Mayo

## Trama
Il famoso violinista Jascha Heifetz si adopera per aiutare i ragazzi di una scuola musicale in difficoltà finanziarie.